# René-Jacques Croissant de Garengeot
René-Jacques Croissant de Garengeot est un chirurgien français, né à Vitré (Ille-et-Vilaine) le 30 juillet 1688 et mort à Cologne le 10 décembre 1759.

## Biographie
Né à Vitré, il arriva à Paris à l'âge de vingt-trois ans où il devint démonstrateur royal puis chirurgien-major au régiment du Roi et médecin ordinaire du Roi au Châtelet. Il était maître des arts de Bourges, un célèbre médecin de son temps et participa aux travaux de l'Académie de chirurgie de Paris, de la Société royale de Londres.
Son nom reste attaché à la clef de Garengeot pour l'extraction des molaires dont il perfectionna l'usage.

## Œuvres
- Traité des opérations de chirurgie... avec les bandages qui conviennent à chaque appareil , Paris, G. Cavelier, 1720.
- Nouveau Traité des instruments de chirurgie les plus utiles, et de plusieurs nouvelles machines propres pour les maladies des os, , 1723, Paris, Bienvenu ;
- Myotomie humaine et canine, ou la Manière de disséquer les muscles de l'homme et des chiens, suivie d'une Myologie ou histoire abrégée des muscles, 1724, Paris ;
- Splanchnologie, ou l'Anatomie des viscères avec des figures originales tirées d'après les cadavres, suivie d'une dissertation sur l'origine de la chirurgie , 1728, Paris, G. Cavelier ;
- Opération de la taille par l'appareil latéral.